# Præstegade 23
Præstegade 23 (også omtalt som Præstegadehuset, Stenhuset og Det gamle Hospital) er et gotisk stenhus fra middelalderen som står i Præstegade i Kalundborgs gamle bydel; Højbyen.
Bygningen er opført omkring år 1500 og den er fuldt bevaret i sin oprindelige højde. Huset blev fredet i 1918.

## Historie
Præstegadehuset er bygget i slutningen af 1400-tallet, nogle steder angives 1496 som opførselsåret. Det var oprindeligt bolig for Vor Frue Kirkes præster. Det var sandsynligvis Sct. Gertruds Alter, der opførte huset. I et brev fra 1499 står der at Sct. Gertruds Alter har fået en grund "vesten op til skibslågen", som var blevet overdraget fra præsten i Rørby.
Ved reformationen blev huset overtaget af Kronen, og det blev herefter givet til sognepræsten som bolig. Det kom til at fungere som tjenestebolig for præsterne i Kalundborg indtil Lindegården i Adelgade blev den officielle præstegård i starten af 1600-tallet.
Fra slutningen af 1500-tallet og de første ti års tid af 1600-tallet stod bygningen tom. I 1616-17 blev der foretaget en større ombygning, hvor man rev de to bindingsværkshuse ned, som hørte til Præstegadehuest. Der blev opført nye bindingsværkshuse og selve huset blev også ændret. Tilmurede døråbninger i husets østgavl viser, at der har direkte adgang fra stenhuset til bindingsværkhuset ved siden af.
Kirken solgte bygningen fra i 1753, men det forblev fortsat i præstens eje i de følgende hundrede år. Under koleraepedien i 1853 blev huset indrettet som byens første sygehus med i alt ni sengepladser. Fra 1859 og frem til 1872 blev det lejet af amtsrådet i Holbæk og blev anvendt som sygehus. Denne funktion blev dog overtaget af en nyopført bygning dette år.
Det blev herefter udlejet til beboelse. Den aarhusianske grosserer Chr. W. F. Bestle, der ejede bygningen omkring 1900, overdrog den til Nationalmuseet i 1905. Præstegadehuset blev fredet i 1918.
C.M. Smidt forsøgte i 1935 at genetablere vinduernes oprindelige udseende i forbindelse med en istandsættelse af bygningen. I 1938 købte Kalundborg Kommune grunden med både stenhuset og bindingsværkshusene fra 1616. Man valgte at rive bindingsværksbygningerne ned, og opførte i stedet ældreboliger.
I 1967-69 genopførte man det trappehus mod syd, som med tiden var forsvundet. Kun den nederste del er bevaret, og denne del har den oprindelige nedgang til kælderen.
I perioden 1986-1990 blev der udført omfattende restaurerings- og vedligeholdselsesarbejde på fortidsminder i Kalundborg, og i den forbindelse blev Præstegade 23 renoveret udvendigt. Her blev der udskiftet en række meget medtagede sten, mens man forsøgte at bibeholde så meget som muligt, af de oprindelige byggematerialer.
I 2012 indrettede man huset til formidling så bl.a. lokale skoleklasser kan bruge det i undervisningsøjemed. Der blev bl.a. fremstillet en vandkande i bronze på baggrund af fund fra Næstved. Huset bliver også anvendt til børneaktiviteter med middelaldertema i skolernes sommerferie.

## Beskrivelse
Præstegade 23 er en grundmuret teglstensbygning i to stokværk (etager). Der er en kælder, to etager og et loft direkte under taget. Mod øst er et trappetårn, der giver adgang til de øvre etager. Trappetårne i verdslige bygninger fra middelalderen er usædvanlige, idet man normalt havde en trappe på ydersiden af bygningerne. Det er bygget i romansk og gotisk stil.
Fundamentet er mark- og munkesten. Kælderen er hvælvet, og inddelt i tre rum. Der er adgang til kælderen fra trappetårnet mod syd.
Stueetagen er ligesom kælderen inddelt i tre rum. Det største måler omtrent 6,5 x 3 m. I østvæggen er en kamin. En dør fører til et mindre rum på ca- 4 x 2,2 m, og herfra er der adgang til yderligere et lille rum på 2 x 2,x m. Første salen er derimod udlagt som ét stort rum, og har ligeledes en kamin i østgavlen. Loftsetagen har også altid været ét stort rum. Selvom man sjældent har benyttet den slags til beboelse har man alligevel fundet en ikke færdiggjort kamin i vestgavlen.
Overordnet er ruminddelingen i præstegadehuset atypisk, og selvom det er blandt de bedst bevarede middelalderlige byhuse i Europa, kan det således ikke opfattes som almindelig opdeling.
Der findes flere forskellige typer vinduer i bygningen. Ud mod gaden i stueetagen er en smal lyssprække og et cirkulært vindue. I første sal findes to spidsbuevinduer. Alle vinduerne i bygningen stammer fra 1930'erne. På facaden ud mod gaden findes rester efter en kvist, der har siddet på taget, og som vidner om, at loftet har været anvendt til opbevaring. Kvisten har sandsynligvis haft et hejseværk, så man kunne løfte ting fra gadeniveau direkte op på loftet.
Gulvene består af pigsten, teglsten og ler, og alle oprindelige. Taget er af i røde teglsten, og er af nyere dato. Begge gavle har kamtakker.
Der er ingen tegn på, at der har været et køkken i huset, så det antages, at det har ligget i den bindingsværksbygning som blev revet ned i 1600-tallet. I murene er der rester af et kanalsystem, der går fra kælderen og op til stueetagen, som muligvis har været til at lede varm luft rundt i bygningen.
Ved hjælp af dendrokronologi har man dateret det til slutningen af 1400-tallet. Den yngste af to bjælker, som man har udført prøver på, stammer fra 1485-1490.